# منطقة داموك
معنى كلمة داموك في معجم اللغة العربية السرعة البالغة فيقال للأرنب السريع جدا دموك، وأيضا تعني قالب البناء وتسمى بلهجة العراق ( ساف ) .
تعد منطقة داموك ثاني منطقة في مدينة الكوت وتقع شمال مدينة الكوت وتوجد فيها كثافة سكانية عالية جدا وسميت بهذا الاسم نسبة إلى صاحب الأرض الذي كان اسمه (داموك) كانت داموك منطقة زراعية إلا أنها الآن تحولت إلى منطقة سكنية يسكن فيها عدد كبير من الناس بالإضافة إلى نشوء مناطق جديدة مجاورة لها مثل منطقة حي الميمون (الطشاش). [بحاجة لمصدر]